# Anthus sylvanus
Petinha-dos-himalaias ou petinha-do-himalaia (Anthus sylvanus) é uma espécie de ave da família Motacillidae.
Pode ser encontrada nos seguintes países: Afeganistão, China, Hong Kong, Índia, Nepal e Paquistão.